# Valuska
Valuska ist eine Oper (Originalbezeichnung: „Tragikomödie mit Musik oder groteske Oper“) in einem Akt und zwölf Bildern von Péter Eötvös (Musik) mit einem Libretto von Mari Mezei und Kinga Keszthelyi nach dem Roman Melancholie des Widerstands von László Krasznahorkai. Die Uraufführung in ungarischer Sprache fand am 2. Dezember 2023 in der Ungarischen Staatsoper in Budapest statt. Eine stark abweichende deutsche Fassung mit dem Titel Valuschka wurde erstmals am 3. Februar 2024 am Theater Regensburg gezeigt.

## Handlung
Frau Piroska Pflaum erfährt aus einem Poster von der bevorstehenden Ankunft eines Wanderzirkus, der den weltweit größten Wal zeige. Als besonderer Gast-Star wird ein mysteriöser „Prinz“ angekündigt, ein grotesker dreiäugiger Zwerg ohne Arme und Beine, der nicht spricht, sondern zwitschert. Ein Erzähler informiert das Publikum darüber, dass dieses Poster Frau Pflaum den Untergang bringen werde.
Bei einer Bahnfahrt in einem überfüllten und stark verspäteten Zug unterhält sich Frau Pflaum mit einer älteren Bäuerin, die auf dem Weg zur Geburtstagsfeier ihres Enkels ist und diesem ein überteuertes Spielzeug gekauft hat. Andere Mitreisende äußern Mutmaßungen über den Prinzen. Ein Mann im Lodenmantel bedrängt Frau Pflaum, bis der Schaffner erscheint, um die Fahrkarten zu kontrollieren. Als Frau Pflaum auf die Wagentoilette geht, beschimpft sie der Mann erneut. Nach der Ankunft zeigt sich Frau Pflaum entsetzt über das Verhalten der Menschen. Der Erzähler kommentiert, dass sie allen Grund zur Sorge habe, denn Fremde versammeln sich auf dem Platz der Stadt wie „verkleidete Engel des Verderbens“.
Die opportunistische Bürgermeisterin Tünde erzählt Frau Pflaum, dass sie bei ihrer Wahl nur eine einzige Gegenstimme hatte, ihren eigenen Ehemann, den „Professor“, der von ihr getrennt lebt. Der liege nur noch faul im Bett, obwohl er dringend benötigt werde, um der zunehmenden Gleichgültigkeit unter den Stadtbewohnern entgegenzuwirken. Sie glaubt, dass nur Frau Pflaums gutherziger Sohn János Valuska ihn dazu bewegen könnte, sich ihrer Bewegung „Es grünt so grün“ anzuschließen. Frau Pflaum wundert sich darüber, denn ihr Sohn gilt als Dorftrottel. Er trägt Zeitungen aus, hält Vorträge über die Sterne und verbringt seine Zeit in Hagelmayers Wirtshaus.
Am Abend zechen Valuska und seine Freunde im Wirtshaus. Valuska demonstriert auf plastische Weise, wie sich der Mond bei einer Sonnenfinsternis um die Erde und diese um die Sonne bewegt. Als Hagelmayer das Lokal schließt, unternimmt Valuska noch eine Runde durch die Stadt.
Die Dorfbewohner unterhalten sich über die Attraktionen des Zirkus. Den angekündigten Prinzen hat noch niemand zu Gesicht bekommen. Der auf den Wal neugierige Valuska kann mit geschenktem Geld eintreten und beschreibt Hagelmayer anschließend das Gesehene. Für ihn ist es „mehr als ein Zirkus“.
Tünde hält den Zirkus inzwischen für betrügerisch. Sie ruft Valuska, um mit ihm fortzugehen. Der Erzähler erklärt, dass Tünde die wahre Natur der Anwesenden nicht erkenne. Valuska wisse nicht, dass er schon in der folgenden Nacht unausweichlich Mitglied der Gruppen sein werde, die die Stadt besetzen. Tünde informiert Valuska über ihre Bewegung und bittet ihn, ihren Mann zu überreden, den Vorsitz zu übernehmen. Wenn er dies tue, werde alles beim alten bleiben. Falls nicht, werde sie wieder bei ihm einziehen.
Als Valuska dem Professor wie üblich das Mittagessen bringt, führt er Tündes Auftrag gewissenhaft aus und gibt ihm einen Koffer mit einem Anzug. Der Professor ist zunächst skeptisch und vermutet, er solle lediglich Tündes Schmutzwäsche waschen. Valuska kann ihn schließlich überreden, den Anzug anzuziehen.
In der Stadt ist Chaos ausgebrochen. Krankenhaus und Schule sind geschlossen, die Strom- und Gasversorgung zerstört. Niemand weiß, wer diese mysteriösen Fremden sind. Auch der Prinz gibt weiterhin Rätsel auf. Der Professor, Valuska und seine Mutter setzen alle Hoffnung in die Bewegung „Es grünt so grün“. Der Erzähler berichtet, dass Valuska im Dunkeln zum Zirkus ging, um sich den Wal noch einmal anzusehen. Er traf dort auf den Zirkusdirektor.
Der Direktor verkündet der wartenden Menge, dass der Prinz heute nicht auftreten werde. Valuska betrachtet ein Glas mit dem Walauge (ähnlich wie Hamlet Yoricks Schädel) und philosophiert über das Leben und den Willen Gottes.
Schuld an dem Durcheinander ist der mit dem Zirkus angereiste Prinz, der die Fremden dazu angestachelt hat, die Stadt zu verwüsten. Der Direktor weist seinen Assistenten dafür zurecht, dies zugelassen zu haben. Der Prinz, der nur durch den Assistenten sprechen kann, entgegnet, dass er außerhalb des Zirkus Anhänger habe und unter keinen Umständen mit den Aktionen aufhören werde. Falls der Zirkusdirektor ihn entlassen sollte, werde er selbstständig handeln.
Valuska versucht vergeblich, den tobenden Mob zu beruhigen. Tünde, der Professor und seine Mutter nehmen seine Warnungen nicht ernst. Frau Pflaum kommt bei den Gewalttätigkeiten ums Leben. Die Unruhen werden schließlich vom Militär unter Kontrolle gebracht. Valuska wird festgenommen. Sein Name steht auf der Liste der Schuldigen. Tünde gratuliert dem Offizier und erklärt ihm, dass Valuska aufgrund seiner geistigen Verfassung nicht zur Verantwortung gezogen werden könne. Er wird daher exemplarisch für den ganzen Ort in eine Nervenheilanstalt eingeliefert. Tündes Macht ist nun unangefochten.
Der Erzähler berichtet, dass Tünde ihr Projekt mit großer Energie fortführe. Der Wal sei fort und das Gefängnis überfüllt. Der Prinz sei entkommen. Valuska lebe dauerhaft in der Anstalt und werde nie wieder Vorträge über die Sterne halten.
Bei einem Besuch in der Anstalt informiert Tünde Valuska über den Tod seiner Mutter und prahlt mit ihrer Macht. Jetzt gebe es Hoffnung. Auch der Professor besucht Valuska. Er meint, dass nun alles verloren sei. Sie seien Fremde in ihrem Universum. Valuska entgegnet beiden apathisch: „Und es wird keinen Schnee mehr geben.“

## Gestaltung

### Orchester
Die Orchesterbesetzung der Oper umfasst die folgenden Instrumente:
- Holzbläser: zwei Flöten (1. auch Piccolo, 2. auch Altflöte und Kolbenflöte), zwei Oboen (2. auch Englischhorn und Kolbenflöte), zwei Klarinetten (2. auch Kolbenflöte), Bassklarinette, zwei Fagotte (2. auch Kontrafagott und Kolbenflöte)
- Blechbläser: zwei Hörner, zwei Trompeten, zwei Posaunen, zwei Tubas
- Schlagzeug (vier Spieler):
  - I: Glockenspiel, Triangel (hoch), Nietenbecken, Gong, zwei Kuhglocken, kleine Trommel (tief), Cajón (tief, ohne Schnarrsaiten), zwei Marimbas (hoch, laut), Holzblock (tief), Vibraslap, Metallröhre (tief)
  - II: Triangel (hoch), hängendes Becken (tief), Beckenpaar (klein), chinesisches Becken (groß), Hi-Hat (klein, tiefer als von Schlagzeug IV), Tamtam, kleine Trommel (hoch), Güiro (hoch), Signalglocke (1/103, Bahnübergangssignal)
  - III: Triangel (hoch), Nietenbecken, Gong, zwei Kuhglocken, kleine Trommel (hoch), Cajón (tief, ohne Schnarrsaiten), zwei Marimbas (hoch, laut), Holzblock (hoch), Metallröhre (hoch)
  - IV: Röhrenglocken, Triangel (hoch), hängendes Becken (tief), chinesisches Becken (groß), Hi-Hat (klein, höher als von Schlagzeug II), Tamtam, kleine Trommel (tief), Güiro (tief), Signalglocke (1/104, Bahnübergangssignal, etwas höher als von Schlagzeug II)
- Streicher: vier Violinen, vier Bratschen, vier Violoncelli, vier Kontrabässe (2. und 4. fünfsaitig)

Für die Sitzordnung sah Eötvös eine spiegelsymmetrische Aufteilung vor: An den Seiten jeweils zwei Kontrabässe, davor die Blech- und Holzbläser, wiederum davor das Schlagzeug. Die übrigen Streichinstrumente sitzen als Gruppe in der Mitte. Diese Anordnung dient dem musikalischen Dialog und den Wechsel zwischen musikalischen Blöcken.

### Struktur und Musik
Die Bezeichnung als „Tragikomödie mit Musik“ wählte Eötvös, weil er das Werk als „Übergang zwischen Prosa-Theater und Oper als Theater“ sah. Die alternative Bezeichnung „groteske Oper“ betont zusätzlich das Groteske, das nur in wenigen Opern vorkomme, hier aber eine große Bedeutung habe.
Die Oper enthält keine Liebesszenen. Peter Jungblut nannte sie ein „eine Art politisches Lehrstück in der Tradition von Kurt Weill und Paul Dessau […], als ob ein Bertolt Brecht den Text beigesteuert hätte“. Eötvös selbst fasste den Inhalt folgendermaßen zusammen: „Valuska, der reinherzige junge Mann, wird im Schatten eines Wals Opfer einer manipulativen Gesellschaft“. Dabei spiele es keine Rolle, ob der Prinz die Wahrheit sagt, seine gezwitscherten Worte richtig wiedergegeben werden oder ob er überhaupt existiert. Entscheidend sei, dass sich die Menge zur Zerstörung autorisiert fühlt.
Eötvös legte nach eigener Aussage besonderen Wert auf den Rhythmus der Worte. Bereits für die Auswahl der vertonten Texte aus Krasznahorkais Roman spielte die „musikalische Qualität des Wort- und Satzrhythmus“ eine große Rolle. Als Beispiel nannte er den Chor, der unabhängig vom eigentlichen Sinn der Worte bestimmte Vokale oder Worte mit ähnlichem rhythmischen Muster verwendet. Eine besondere Bedeutung für die Szenenstruktur hat das Gleichgewicht zwischen den Soli, Duetten, Terzetten und den unterschiedlich großen Chorbesetzungen.
Melodische Elemente setzte Eötvös äußerst sparsam und ausschließlich für Valuska und Frau Pflaum ein. Der Titelfigur Valuska sind zwei große Arien gewidmet: seine Beschreibung der Sonnenfinsternis und sein Monolog mit dem Walauge. Letzterer beginnt pentatonisch, da Eötvös gelesen hatte, dass diese Tonleiter mit dem Pantheismus zusammenhängt, den er ihm zuschreiben wollte. Am Schluss der Oper erklingt die Tonfolge „B-A-C-H“.

## Werkgeschichte
Die „Tragikomödie mit Musik oder groteske Oper“ Valuska ist die dreizehnte und letzte Oper des 2024 verstorbenen ungarischen Komponisten Péter Eötvös und seine einzige in ungarischer Sprache. Sie entstand in den Jahren 2020 bis 2022 im Auftrag der Ungarischen Staatsoper. Das Libretto verfasste Eötvös’ Ehefrau Mari Mezei gemeinsam mit der Dramaturgin Kinga Keszthelyi. Es basiert auf dem 1989 erschienenen Roman Melancholie des Widerstands von László Krasznahorkai. Dieser wurde 2015 mit dem International Man Booker Prize ausgezeichnet und ist auch die Vorlage des im Jahr 2000 erschienenen Spielfilms Die Werckmeisterschen Harmonien von Béla Tarr. Den Stoff wählten Eötvös und Mari Mezei aus, nachdem sie mehr als 40 Geschichten und Filme sondiert hatten. Während das Libretto überwiegend aus Originaltext besteht, nahmen die Autoren Änderungen an den Figuren vor. Tünde ist in der Oper beispielsweise nicht mehr nur Leiterin eines Frauenvereins, sondern die Bürgermeisterin des Orts. Um den Text für die Bühne verständlicher zu gestalten, ergänzten sie die Sprechrolle eines Erzählers. Dieser zitiert direkt aus Krasznahorkais Roman, den er in der Hand hält.
Bei der Uraufführung am 2. Dezember 2023 in Budapest leitete Kálmán Szennai Orchester und Chor der Ungarischen Staatsoper. Regie führte Bence Varga. Für die Bühne war Botond Devich zuständig, für die Kostüme Kató Huszár und für das Lichtdesign Sándor Baumgartner. Es sangen Tünde Szalontay (Hagelmayer/Erzähler), Zsolt Haja (János Valuska), Adrienn Miksch (Frau Pflaum), Tünde Szabóki (Tünde), Mária Farkasréti (Bäuerin), András Hábetler (Herr Professor), Krisztián Cser (Mann im Lodenmantel), István Horváth (Zirkusdirektor), Balázs Papp (Assistent des Prinzen), Aron Otto Johansson (Nadabán), András Kiss (Mádai), János Szerekován (Volent), Zoltán Bátki Fazekas (Schaffner) und Attila Erdős (Offizier). Die Produktion wurde bei den International Opera Awards 2024 mit dem Preis der Kategorie „Uraufführung“ ausgezeichnet.
Eine zeitgleich von Eötvös selbst erstellte deutsche Fassung mit dem Titel Valuschka wurde erstmals am 3. Februar 2024 am Theater Regensburg gezeigt. Die Librettoübersetzung besorgte György Buda. Diese Fassung unterscheidet sich erheblich von der ungarischen. Sie enthält ca. 70 Prozent der Komposition der Urfassung. Die musikalische Leitung hatte Stefan Veselka. Inszenierung und Kostüme stammten von Sebastian Ritschel, dem Intendanten des Theaters. Der Bühnenbildner war Kristopher Kempf. Die Hauptrollen sangen Gabriel Kähler (Hagelmayer/Erzähler), Benedikt Eder (János Valuschka), Theodora Varga (Frau Pflaum), Kirsten Labonte (Tünde), Svitlana Slyvia (Bäuerin) und Roger Krebs (Professor). Da der ursprüngliche Auftrag von der Ungarischen Staatsoper kam, betrachtete Eötvös ausschließlich die ungarische Fassung als seine dreizehnte Oper. Ritschel nannte die deutsche Fassung dessen vierzehnte Oper.

## Aufnahmen
- 17. Dezember 2023 – Kálmán Szennai (Dirigent), Bence Varga (Regie), Botond Devich (Bühne), Kató Huszár (Kostüme), Sándor Baumgartner (Licht), Orchester und Chor der Ungarischen Staatsoper.
 Tünde Szalontay (Hagelmayer/Erzähler), Zsolt Haja (János Valuska), Adrienn Miksch (Frau Pflaum), Tünde Szabóki (Tünde), Mária Farkasréti (Bäuerin), András Hábetler (Herr Professor), Krisztián Cser (Mann im Lodenmantel), István Horváth (Zirkusdirektor), Balázs Papp (Assistent des Prinzen), Lőrinc Kósa (Nadabán), András Kiss (Mádai), János Szerekován (Volent), Zoltán Bátki Fazekas (Schaffner), Attila Erdős (Offizier).
 Video; Mitschnitt der Uraufführungsproduktion aus der Ungarischen Staatsoper in Budapest.
 Videostream bei Operavision.[2]